# ドーマー

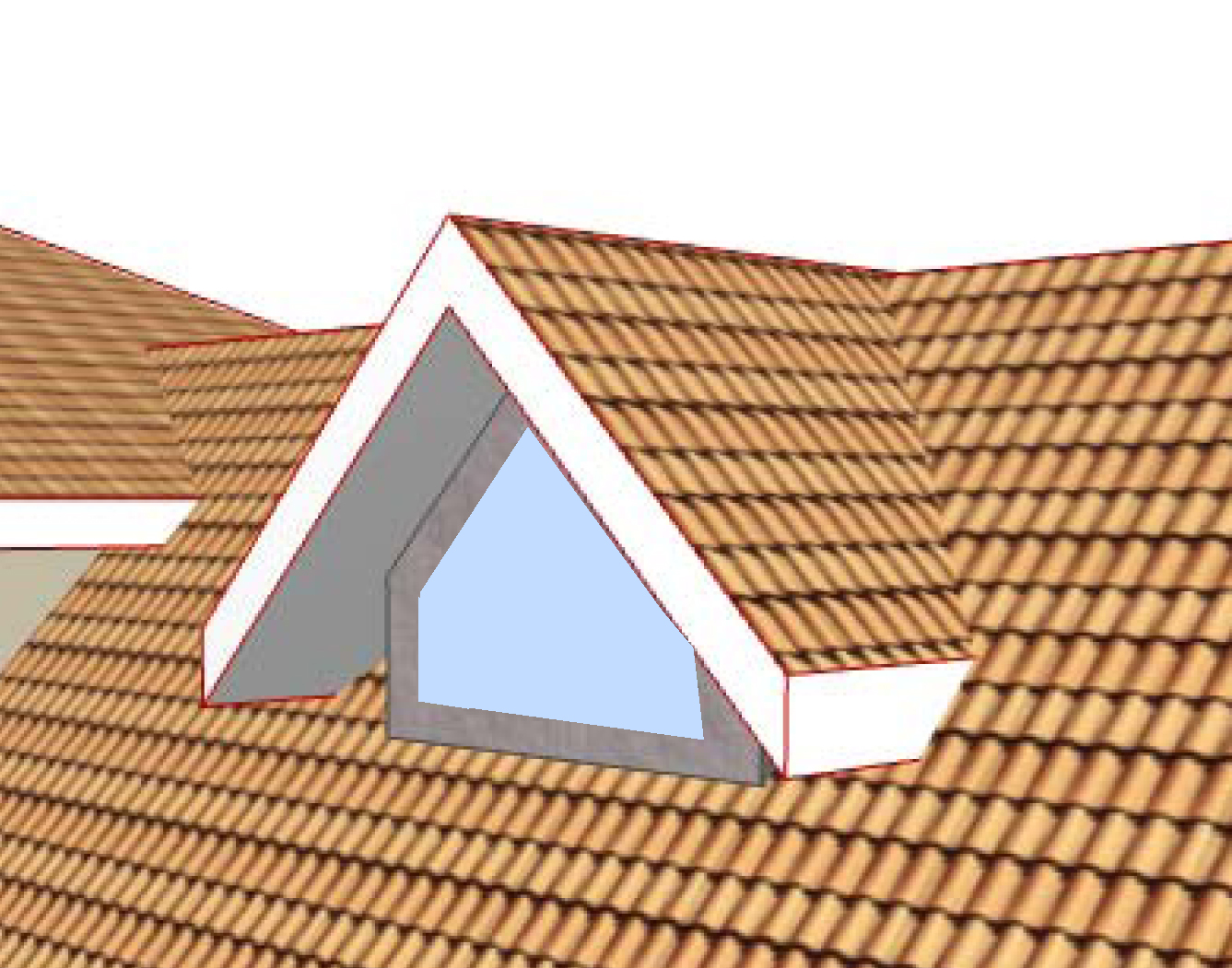

ドーマー（英: dormer）とは、屋根裏部屋への採光を主目的とする屋根上に設けられた窓のことをいう。通常、切妻の小屋根とし、開口を垂直面にとる。屋根窓ともいう。
屋根に小さな空間を設けて取り付ける窓のこと。

## 概要

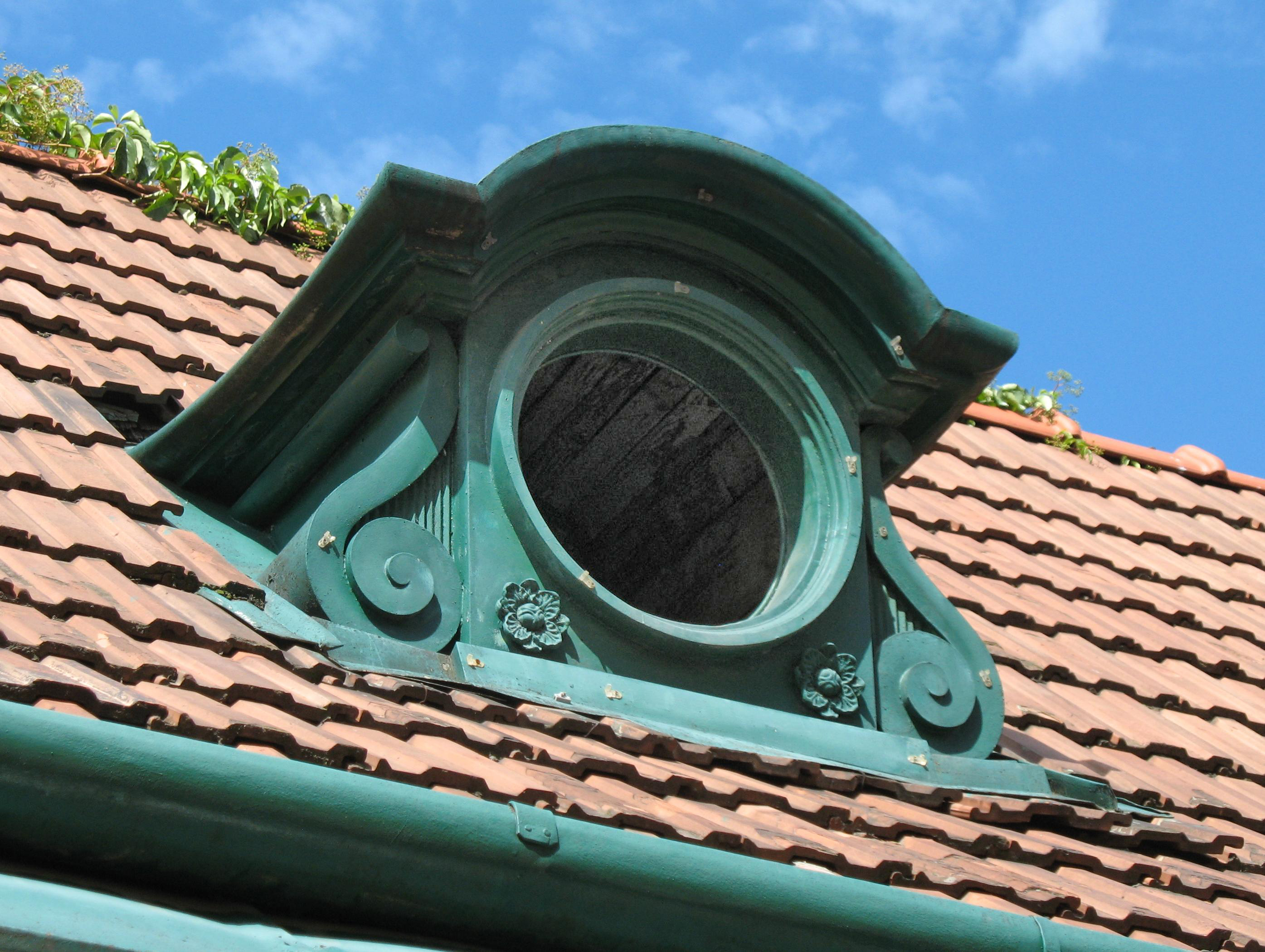
ドーマー

ヨーロッパ建築によくみられ、屋根裏や吹き抜けへの明かり採り・外気導入を目的としている。一般の天窓が屋根の一部をなし、水平か斜面に配されるのに対して、ドーマーはほとんどの場合、小さな切妻屋根を張り出し、窓を垂直に設置して、雨水の侵入がないように考慮されている。